# De Brauw Blackstone Westbroek
De Brauw Blackstone Westbroek N.V. is een Nederlands advocatenkantoor met vestigingen in Amsterdam, Brussel, Londen, Shanghai en Singapore. Het kantoor, dat in 1871 werd opgericht, telt circa 60 partners en 340 andere juristen. Hiermee is de Brauw Blackstone Westbroek het grootste Nederlandse advocatenkantoor.

## Achtergrond
Het kantoor is opgericht op 16 juni 1871 in Den Haag door jhr. mr. E.N. de Brauw. In 1986 fuseerde het kantoor met Westbroek Notarissen en die combinatie in 1988 met het advocatenkantoor Blackstone, Rueb & Van Boeschoten. In 2010 voegde De Brauw haar Nederlandse vestigingen samen. Haar hoofdkantoor staat in Amsterdam aan de Zuidas in het door Erick van Egeraat ontworpen gebouw The Rock.
Voor De Brauw werken onder andere Tobias Cohen Jehoram, Jonathan Soeharno en Stefan Sagel.

## Praktijkgebieden
De Brauw Blackstone Westbroek is actief op de belangrijkste rechtsgebieden voor ondernemingen, zoals fusies en overnames, corporate recovery en insolvency, pensioenen, private equity, ondernemingsrecht, corporate governance, arbeidsrecht, intellectueel eigendom, vastgoed, verzekeringen en belastingrecht.

## Clientèle
Tot de cliënten van De Brauw behoren bedrijven als Ahold, Shell, Akzo Nobel en Philips.